# Sketty
Sketty (en anglais) ou Sgeti (en gallois) est une communauté de la cité et comté de Swansea, au pays de Galles.

## Géographie
Sketty est une banlieue située à 4 km à l'ouest du centre-ville de Swansea.

## Démographie
Au recensement de 2011, la communauté de Sketty comptait 14301 habitants.